# 大島 (新潟市)
大島（おおじま）は、新潟県新潟市中央区の町字。郵便番号は950-0953。

## 概要
1889年（明治22年）から現在の大字。信濃川下流右岸の自然堤防上に位置する。もとは江戸時代から1889年（明治22年）まであった大島新田の区域の一部。

### 隣接する町字
北から東回り順に、以下の町字と隣接する。
- 鳥屋野
- 親松

※信濃川を挟んで西区山田と隣接。

## 歴史
1655年（明暦元年）の開発で、信濃川の洲渚を開発したものとされる。1889年（明治22年）に鳥屋王村の大字となり、1923年（大正12年）まで大島新田と称した。
昭和30年代後半から人口が増加。昭和60年に一部が鳥屋野1丁目から4丁目、出来島1丁目から2丁目となる。

### 年表
- 1889年（明治22年）4月1日 : 合併により鳥屋王村の大字となる。
- 1901年（明治34年）11月1日 : 鳥屋王村が改称し、鳥屋野村の大字となる。
- 1943年（昭和18年）5月3日 : 合併により新潟市の大字となる。
- 2007年（平成19年）4月1日 : 新潟市の政令指定都市移行により、中央区の大字となる。

## 世帯数と人口
2018年（平成30年）1月31日現在の世帯数と人口は以下の通りである。
| 大字 | 世帯数  | 人口    |
| ---- | ------- | ------- |
| 大島 | 962世帯 | 2,348人 |

## 小・中学校の学区
市立小・中学校に通う場合、学区は以下の通りとなる。
| 番地 | 小学校               | 中学校             |
| ---- | -------------------- | ------------------ |
| 全域 | 新潟市立鳥屋野小学校 | 新潟市立上山中学校 |